# Nova Iguaçu
Nova Iguaçu (uitspraak in het Portugees: [ˈnɔvɐ iɡwɐˈsu]) is een Braziliaanse stad en gemeente in de deelstaat, de mesoregio en de microregio Rio de Janeiro. De gemeente telde volgens de schatting van het Instituto Brasileiro de Geografia e Estatística (IBGE) 785.867 inwoners in 2022 en met een oppervlakte van zo'n 520,58 km² bedroeg de bevolkingsdichtheid 1.509,60 inwoners per vierkante kilometer. Het is hiermee de vierde stad van de staat, achter Rio, São Gonçalo en Duque de Caxias, en een van de grootste steden van Brazilië.
Nova Iguaçu is een voorstad van Rio de Janeiro en hoort bij de Baixada Fluminense, een stedelijke regio tussen Rio de Janeiro en het Nationaal park Serra dos Órgãos. De stad ligt ten noordwesten van de miljoenenstad Rio.

## Naam
Het woord "Iguaçu" komt uit het Tupi en het werd oorspronkelijk geschreven als 'y-gûasu. Het betekent "grote rivier" of "groot water" en is samengesteld uit de woorden 'y (rivier of water) en gûasu (groot). Dit is de naam die de inheemse Jacutinga gaven aan de waterrijke rivier de Iguaçu, die door de gemeente stroomt.
Het woord werd in het Portugees aanvankelijk geschreven als Iguassú. In 1891 werd de hoofdplaats van de gemeente verplaatst naar het kamp van Maxambamba, aan de andere kant van een spoorlijn van de Estrada de Ferro Central do Brasil, en in 1916 werd de nieuwe hoofdplaats hernoemd naar Nova Iguassú (Nieuw Iguassú) en de oude hoofdplaats stond sindsdien bekend als Iguassú Velho (Oud Iguassú). Met het Acordo Ortográfico van 1945 veranderde de naam in het uiteindelijke Nova Iguaçu.

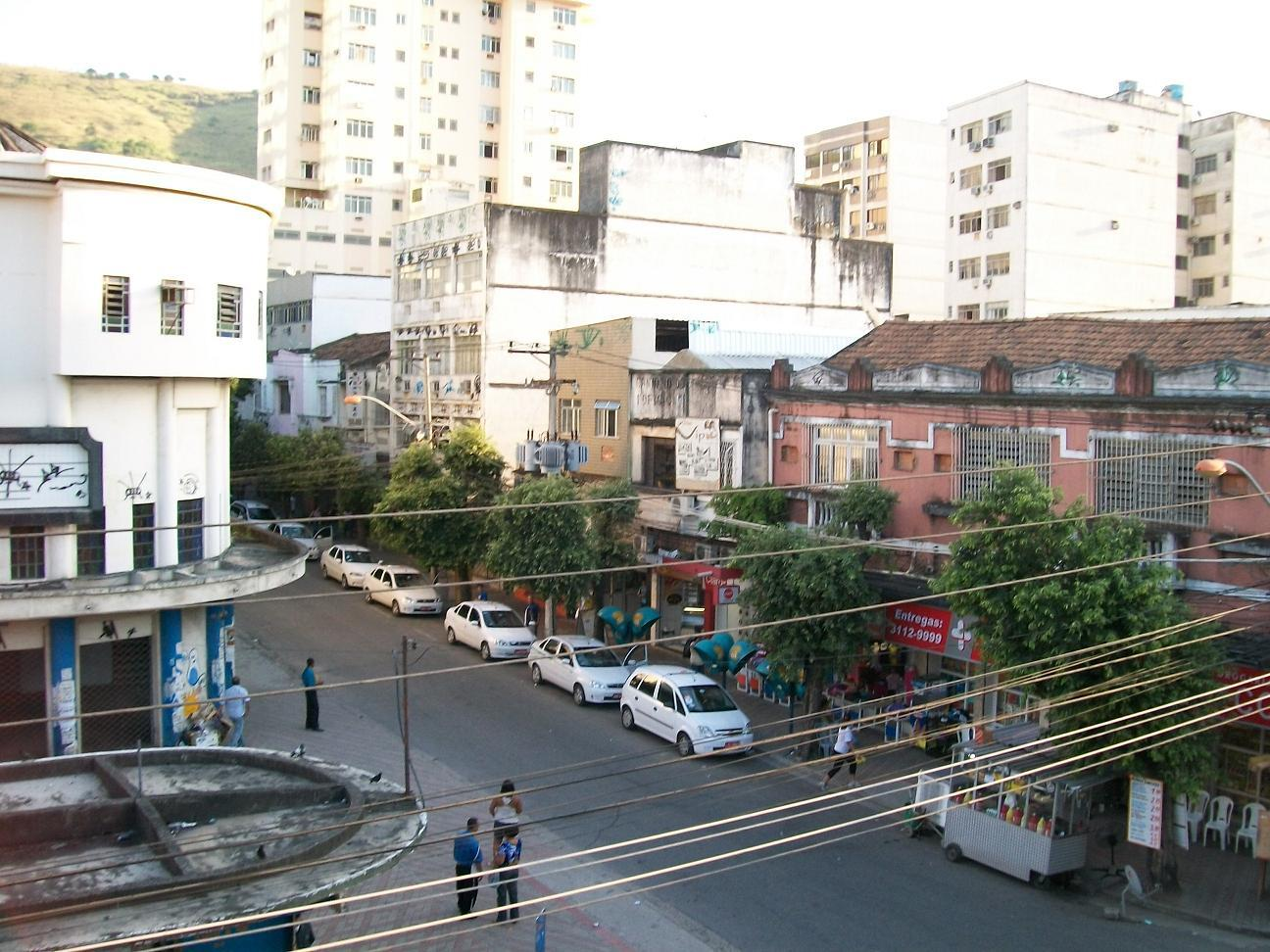
Centrum van de stad

## Aangrenzende gemeenten
De gemeente grenst aan Belford Roxo, Duque de Caxias, Japeri, Mesquita, Miguel Pereira, Queimados, Rio de Janeiro en Seropédica.

## Geografie

### Topografie
Nova Iguaçu ligt in het zuidoosten van Brazilië zo'n 35 kilometer ten noordoosten van het centrum van Rio de Janeiro op een hoogte van 25 meter boven zeeniveau. Volgens IBGE heeft de gemeente een oppervlakte van ongeveer 521,25 km², maar volgens de gemeente zelf bedraagt de oppervlakte 520,58 km². Het grondgebied strekt zich dan 36 kilometer uit in noord-zuidrichting en 19 kilometer in oost-westrichting. Het grenst aan negen andere gemeenten, namelijk Rio de Janeiro in het zuiden, Itaguaí in het uiterste zuidwesten, Seropédica in het zuidwesten, Queimados in het westen, Japeri in het noordwesten, Miguel Pereira in het noorden, Duque de Caxias in het noordoosten, Belford Roxo in het oosten en Mesquita in het zuidoosten.

### Klimaat
De stad heeft een tropisch savanneklimaat, een zogenaamd Aw-klimaat volgens Köppen, met het droge seizoen in de winter. Omdat Nova Iguaçu op het zuidelijk halfrond ligt binnen de keerkringen, duurt de winter pakweg van mei tot en met september en in deze periode zijn de temperaturen ook iets lager dan in de zomer. Het regenseizoen valt in de zomer van oktober tot april en de temperaturen zijn er dus hoger dan in de winter.
In de zomer zijn er dagen met hoge temperaturen en intensieve evapotranspiratie, waardoor er zware regenval ontstaat aan het eind van de middag. Dit leidde in combinatie met andere factoren in januari 2011 tot een zeldzaam verschijnsel in Brazilië, een tornado in het zuidwesten van de stad, die voor veel schade en letsel zorgde.
| Maand                  | jan   | feb  | mrt   | apr   | mei   | jun  | jul  | aug  | sep   | okt   | nov   | dec   | Jaar    |
| ---------------------- | ----- | ---- | ----- | ----- | ----- | ---- | ---- | ---- | ----- | ----- | ----- | ----- | ------- |
| Gemiddeld maximum (°C) | 32,7  | 33,9 | 31,9  | 30,1  | 27,6  | 26,9 | 27,1 | 27,8 | 28,0  | 28,7  | 29,6  | 30,9  | 29,6    |
| Gemiddeld minimum (°C) | 23,6  | 23,9 | 23,1  | 22,1  | 20,0  | 19,1 | 18,3 | 19,4 | 19,6  | 21,4  | 21,9  | 23,2  | 21,3    |
|                        |       |      |       |       |       |      |      |      |       |       |       |       |         |
| Neerslag (mm)          | 157,0 | 90,0 | 142,0 | 162,0 | 101,0 | 57,0 | 80,0 | 58,0 | 107,0 | 135,0 | 178,0 | 189,0 | 1.456,0 |
| Regendagen (dag)       | 18    | 12   | 15    | 14    | 14    | 9    | 9    | 8    | 10    | 10    | 12    | 17    | 148     |
| Bron: INMET            |       |      |       |       |       |      |      |      |       |       |       |       |         |

## Religie
De plaats is zetel van het rooms-katholieke bisdom Nova Iguaçu.

## Bekende inwoners van Nova Iguaçu

### Geboren
- Vanderlei Luxemburgo (1952), voetballer en voetbaltrainer
- Jarbas Lopes (1964), beeldhouwer en kunstenaar
- Crizam César de Oliveira Filho, "Zinho" (1967), voetballer
- Fábio de Jesus (1976), voetballer
- Emerson Sheik (1978), Braziliaans-Qatarees voetballer
- Cléber Schwenck Tiene, "Schwenck" (1979), voetballer
- Deivid de Souza (1979), voetballer
- Carlos Adriano de Jesus Soares, "Alemão" (1984-2007), voetballer
- Lorrane Oliveira (1998), gymnaste